# Namerikawa
Namerikawa (japanska: 滑川市?, Namerikawa-shi) är en stad i Toyama prefektur i Japan. Staden fick stadsrättigheter 1954.